# Steve Gallardo
Steve Michael Gallardo (sinh ngày 25 tháng 10 năm 1968) là một chính khách người Mỹ đến từ bang Arizona. Thành viên của Đảng Dân chủ, Gallardo phục vụ trong Ban giám sát của Quận Maricopa đại diện cho quận 5. Trước đây ông đã phục vụ tại Thượng viện Arizona, đại diện cho quận 13 từ 2011 đến 2015 và tại Hạ viện Arizona từ 2003 đến 2009.

## Giáo dục
Gallardo, Arizonan thế hệ thứ tư, được sinh ra vào ngày 25 tháng 10 năm 1968 tại Jose Luis Gallardo và Alice Carrillo. Ông lớn lên ở Maryvale, Arizona. Ông học trường cấp ba tại Trường Tiểu học Starlight Park trong Khu Trường Tiểu học Cartwright và Trường Trung học Trevor G. Browne trong Khu Trường Trung học Phoenix Union. Ông tiếp tục giáo dục của mình tại Rio Salado Community College. Gallardo từng là Giám đốc Tài chính và Đào tạo Chiến dịch của Quận Maricopa trong 14 năm.